# Paracrangon
Paracrangon is een geslacht van kreeftachtigen uit de klasse van de Malacostraca (hogere kreeftachtigen).

## Soorten
- Paracrangon abei Kubo, 1937
- Paracrangon areolata Faxon, 1893
- Paracrangon australis Hanamura, Wadley & Taylor, 1999
- Paracrangon echinata Dana, 1852
- Paracrangon furcata Kubo, 1937
- Paracrangon okutanii Ohé & Takeda, 1986
- Paracrangon ostlingos Komai & J.N. Kim, 2004